# 田の神

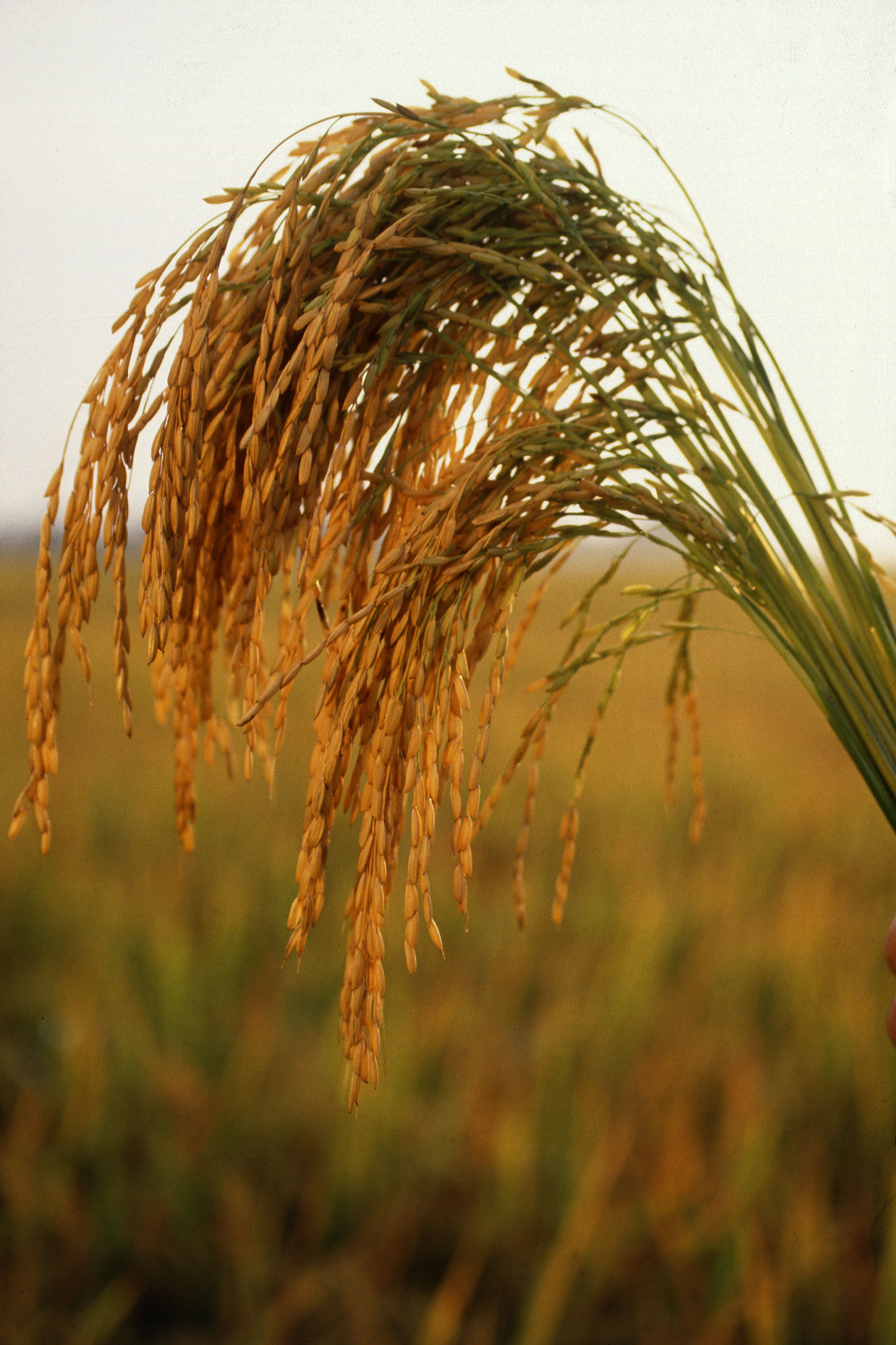
水稲

田の神（たのかみ）は、日本の農耕民の間で、稲作の豊凶を見守り、あるいは、稲作の豊穣をもたらすと信じられてきた神である。作神、農神、百姓神、野神と呼ばれることもある。
穀霊神・水神・守護神の諸神の性格も併せもつが、とくに山の神信仰や祖霊信仰との深い関連で知られる農耕神である。

## 農耕神をまつる習俗
古代より日本では農耕神をまつる習俗のあったことが知られており、8世紀成立の『日本書紀』や『古事記』にも稲霊（いなだま）すなわち「倉稲魂」（うかのみたま）、「豊受媛神」（とようけびめのかみ）、穀霊神の大歳神（おおとしのかみ）の名が記載されている。
このうち、豊受媛神は10世紀初頭成立の『延喜式』「大殿祭祝詞」に、稲霊であり、俗にウカノミタマ（宇賀能美多麻）と称するという註があり、このことについて柳田國男は、稲の霊を祭った巫女が神と融合して祭られるようになり、それゆえ農神は女神と考えられるようになったのではないかとしている。
民間では、こうした農耕神を一般に田の神と呼称してきたが、東北地方では「農神」（のうがみ）、甲信地方（山梨県・長野県）では「作神」（さくがみ）、近畿地方では「作り神」、但馬（兵庫県）や因幡（鳥取県）では「亥（い）の神」、中国・四国地方では「サンバイ（様）」また瀬戸内海沿岸では「地神」などとも別称されてきた。また、起源の異なる他の信仰と結びついて、東日本ではえびす、西日本では大黒をそれぞれ田の神と考える地域が多く、さらに土地の神（地神）や稲荷神と同一視されることもあり、その一方で漁業神や福徳神とは明確に区別される神である。

## 山の神信仰や他神との結びつき

### 春秋去来の伝承
山の神信仰は、古くより、狩猟や焼畑耕作、炭焼、杣（木材の伐採）や木挽（製材）、木地師（木器製作）、鉱山関係者など、おもに山で暮らす人々によって、それぞれの生業に応じた独特の信仰や宗教的な行為が形成され伝承されてきた。
いっぽう、稲作農耕民の間には山の神が春の稲作開始時期になると家や里へ下って田の神となり、田仕事にたずさわる農民の作業を見守り、稲作の順調な推移を助けて豊作をもたらすとする信仰があった。これを、田の神・山の神の春秋去来の伝承といい、全国各地に広くみられる。ただし、去来する神が山の神や田の神として明確に特定されないケースも多い。このように一つの神が季節のうつろいとともに所在を変え、神格を融通する信仰はめずらしい。
たとえば、新潟県村上市中継（旧、山北町）の民俗事例では、3月16日に田の神が天竺（インド）よりやって来て家に降りるとされる。つづいて4月16日には家から田へと出て行き、10月16日には再度家に戻るといわれ、これらの日にはぼた餅をえびす（恵比寿）に供えて送り出し、出迎えの儀礼をおこない、11月16日には田の神は再び天竺に還るとされた。すなわち、田の神は、一年かけて天竺・家・田を循環するわけであり、この動きは、ほぼ一年の稲作過程と重なり合うのである。
このように、去来伝承には田の神が家を媒介として去来するという伝承も多く、それには、
1. 田から家へ帰る
2. 家から田へ出て行く
3. 山から家へ降りてくる
4. 家から山へ帰る
5. 家と田とを去来する
6. 去来せず留守神となる

などのパターンがあり、上述の村上市の事例のように、去来する先として天竺などの異空間が加わることがある。
奥能登（石川県）に今日まで伝わる民俗行事「アエノコト」（国の重要無形民俗文化財）も、秋の収穫後（12月5日、もと11月5日）に、田から家へ田の神を迎えて饗応（＝アエ）をする行事である。かつては、春先（2月9日、もと1月9日）に家から田へ田の神を送り出す行事もあった。「アエノコト」では、種籾俵が神体としてまつられる。

### かかし、屋敷神、祖霊神

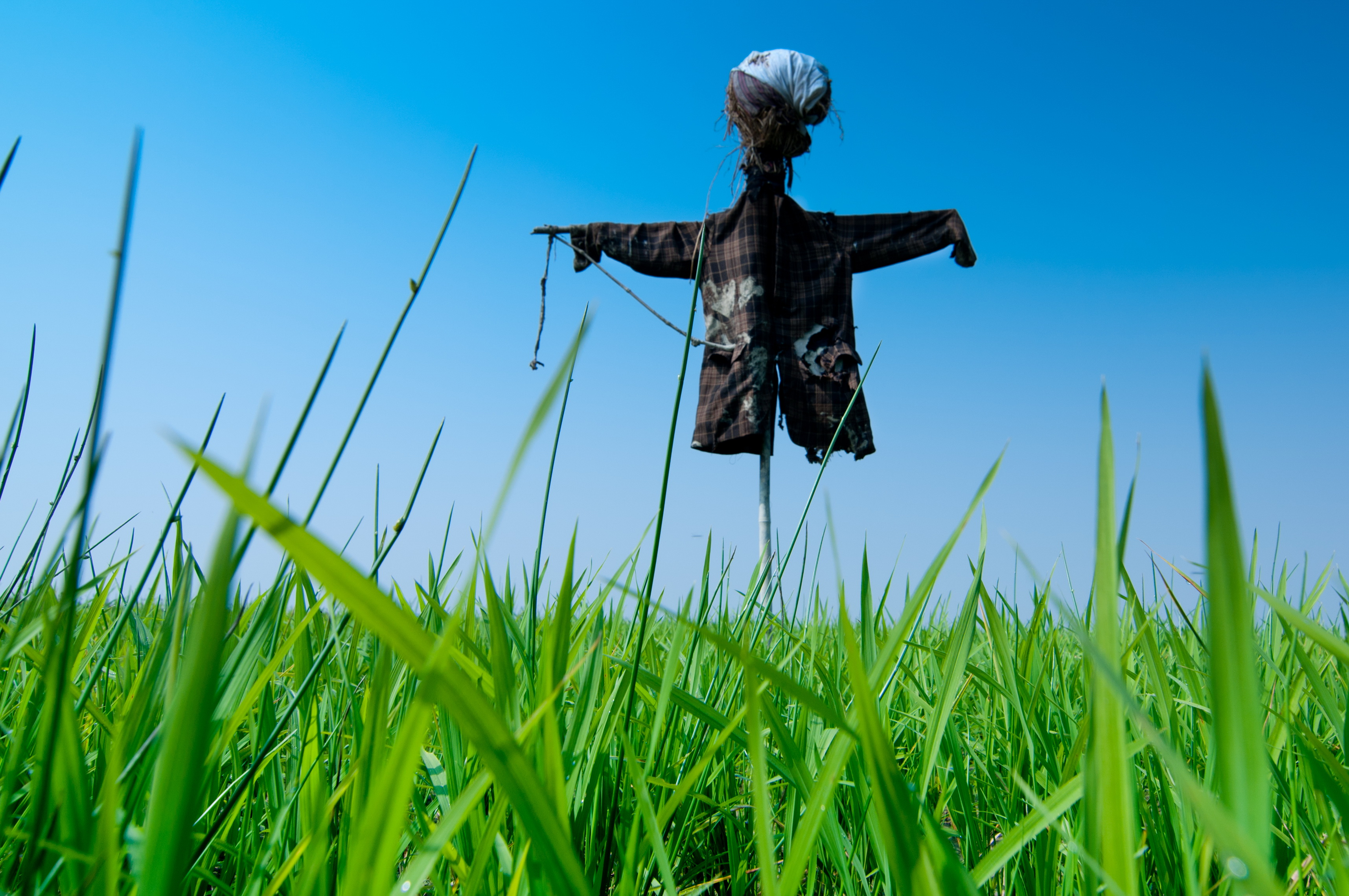
かかし

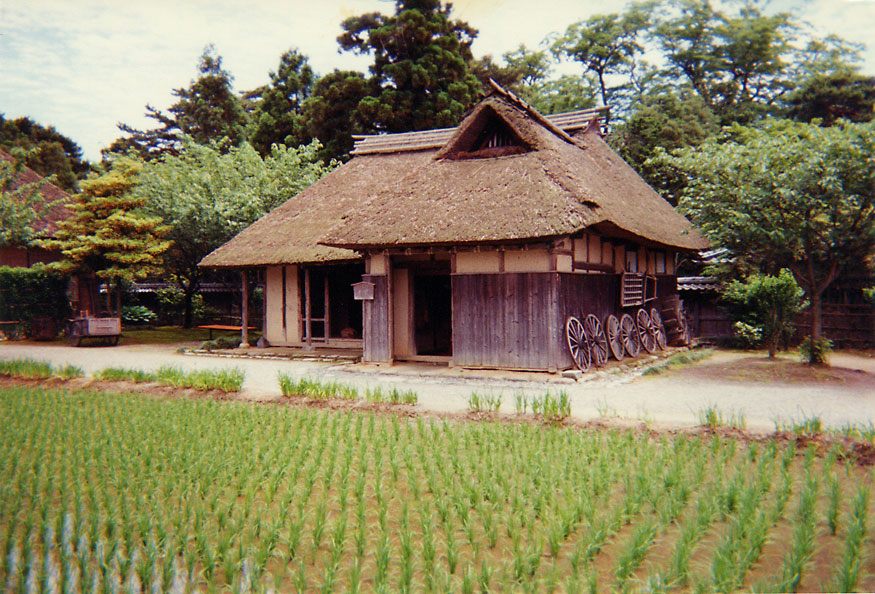
屋敷と水田（新潟県、1990）

大国主の国づくりの説話に登場する「久延毘古」（クエビコ）は、かかしが神格化されたものであるが、これもまた田の神（農耕神）であり、地神である。かかしはその形状から神の依代とされ、地方によっては山の神信仰と結びつき、収獲祭や小正月行事のおりに「かかしあげ」の祭礼をともなうことがある。また、かかしそのものを「田の神」と呼称する地域もある。なお、かかしは「かがし」を原義とする言葉と考えられ、これは稲作に害をおよぼす鳥獣が嫌悪する臭いをかがせ、それによって鳥獣を追い払う目的でつくられたという。
さらに、春秋去来の伝承は屋敷神の成立に深いかかわりをもっているとみられる。屋敷神の成立自体は比較的新しいが、神格としては農耕神・祖霊神との関係が強いとされ、特に祖霊信仰との深い関連が指摘される。日本では、古来、死んだ祖先の魂は山に住むと考えられてきたため、その信仰を基底として、屋敷近くの山林に祖先をまつる祭場を設けたのが屋敷神の端緒ではないかと説明されることが多い。古代にあっては一般に、神霊は一箇所に留まらず、特定の時期に特定の場所に来臨し、祭りを受けたのちは再び還るものと信じられていた。また、現在ならば「姓」と称されるものも、かつては「同苗（どうみょう）」や「苗字（みょうじ）という用法があったように、東北地方の民俗例でみられる播種の際の戸別の「苗印（なえじるし）」は、田の神の依り代であると同時に家ごとに異なり、その点ではまさしく祖霊の神、家々の神であった。屋敷神の祭祀の時期も、一般に春と秋に集中し、後述するように農耕神（田の神）のそれと重なっている。その一方で農耕神もまた祖霊信仰のなかで重要な位置を占めるようになった。こうして屋敷神・農耕神・祖霊神の三神は、穀霊神（年神）を中心に、互いに密接なかかわりをもつこととなったのである。

## 田の神の祭り
田の神は、その性格上、祭日も農耕の段階に応じて春と秋に集中する。その多くは農耕儀礼の形式をとるが、主要なものとして、
1. 年頭の予祝祭
2. 農作業開始時の水口祭（みなくちまつり）
3. 田植祭り、その前後
4. 防災除疫の呪的行事
5. 収穫儀礼

があり、とくに田植時と稲の刈上げに際してさかんにまつられる。

### 年神様、年頭の予祝祭

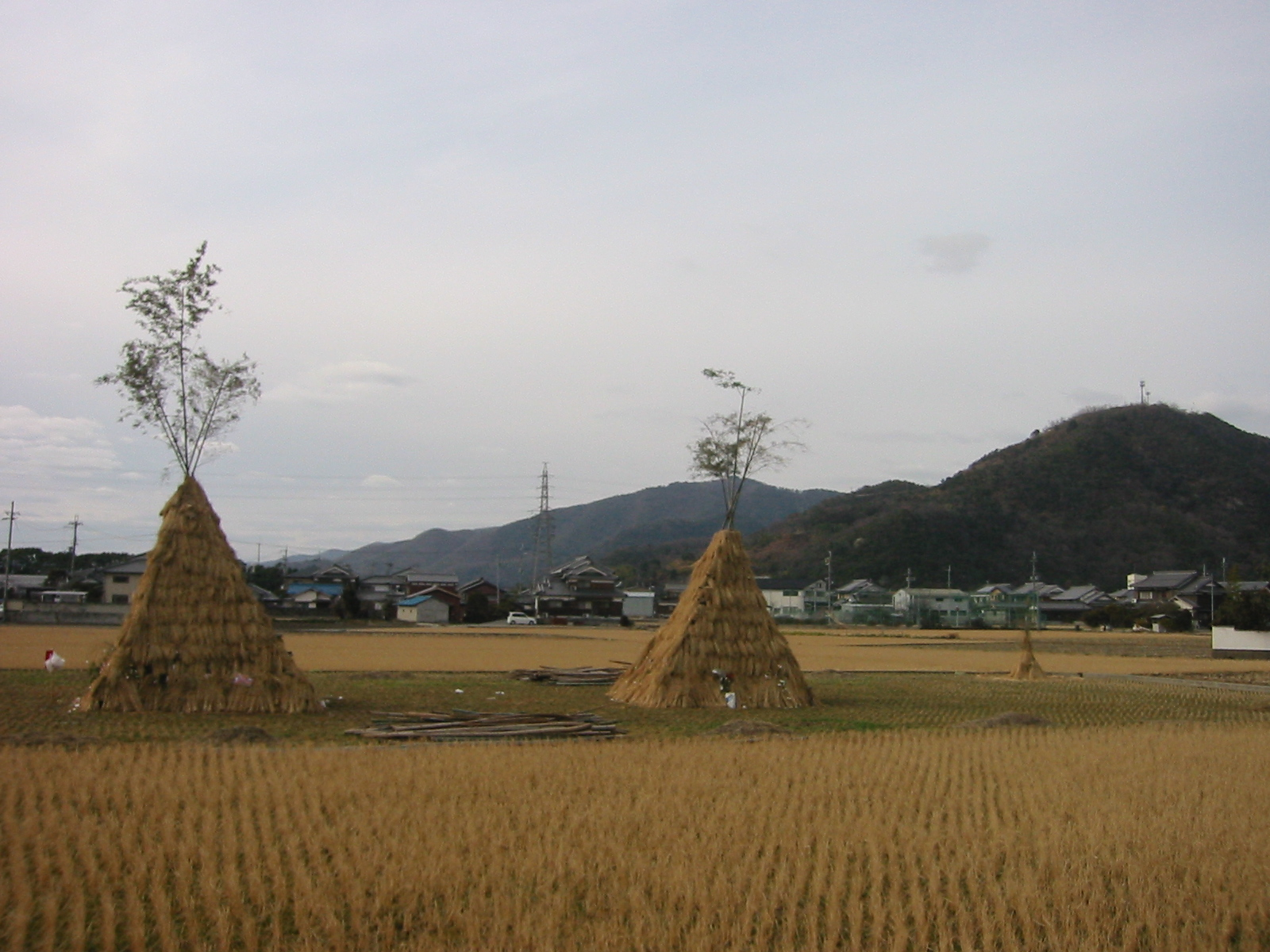
左義長（兵庫県龍野市）

家中の掛軸をかけ、机をおいて、その上に酒食を供えて年神（大歳神）をまつることは今日でも広くおこなわれている。ナラセ餅（餅花）の小枝を供えるところもある。
予祝行事としては、東京都板橋区にのこる田遊びや和歌山県かつらぎ町花園の御田舞（ともに重要無形民俗文化財）が、年頭や小正月におこなわれるものとしては古い形態をよくとどめており、今日では4月におこなわれる宮城県仙台市秋保の田植踊（重要無形民俗文化財）も元来は厳寒の小正月期におこなわれていた予祝芸能である。秋田県横手市吉田の「雪中田植え」や青森県八戸市の「えんぶり」をはじめとする庭田植の行事、さらに、田の神そのものではないが、それと深くかかわるものとしては、東日本に広く伝承されている小正月の鳥追い行事、かまくらなど水神の祭礼、どんど焼きをはじめとする左義長の行事、また、ナマハゲ・サイノカミ・トシドン・アマハゲなど日本各地に広がるトシノカミの訪問も、予祝の性格をもつ民俗行事である。

### 水口祭
水口祭は、春耕に先だって迎えられた田の神を苗代の播種の際にまつるもので、たとえば、宮城県丸森町には、苗代田の水口（みなくち）に八重桜の枝や焼米を入れた幣束を立てる行事、茨城県真壁町には正月に作ったヌルデの棒を「田の神様」と称して春に水口にもっていく例、神奈川県座間市には、苗代の水口に、木の枝を箒（ホウキ）のように束ねる例などがあり、地域によって、その内容や形態は多様である。このように依代は通常、木の枝や花、小石などが一般的で、常設の祠堂は設けられないのが一般的である（例外は南九州地域。これについては後述する）。このことは一面、神祭りの古風なかたちを残したものと考えられる。

### 田植前後の祭礼

#### サオリ
サオリとは、田植の開始時に田の神を迎える祭りで、家の床の間などを祭壇とし、苗代から苗を3把もってきて供える形態をとることが多い。地方によっては、サビラキ・サイケ・ワサウエ・サンバイ降しなどともいう。

#### サナブリ
田植の終わりに田の神を送る祭りをサナブリといい、サノボリ、シロミテなどの別称がある。苗を田からもってきて荒神やカマド神などに酒や食事とともに供える神事をおこない、早乙女はじめ田植に参加した人々を招いて祝宴をもよおした地方が多い。太平洋戦争後は家ごとの祭りになっているが、それ以前は地主や親方衆の家でおこなわれ、各家庭ではおこなわれなかった。家ごとでサナブリがおこなわれるようになって以後、集落全体あるいは市町村単位、県単位で大サナブリ（サノボリ）大会を開き、互いに郷土芸能を披露し合う行事が各地で生まれたが、農村における共同体意識が急速に失われつつある今日では、大サナブリ、各戸別のサナブリともに顧みられなくなってきているのが現状である。

### 田植（大田植、花田植）

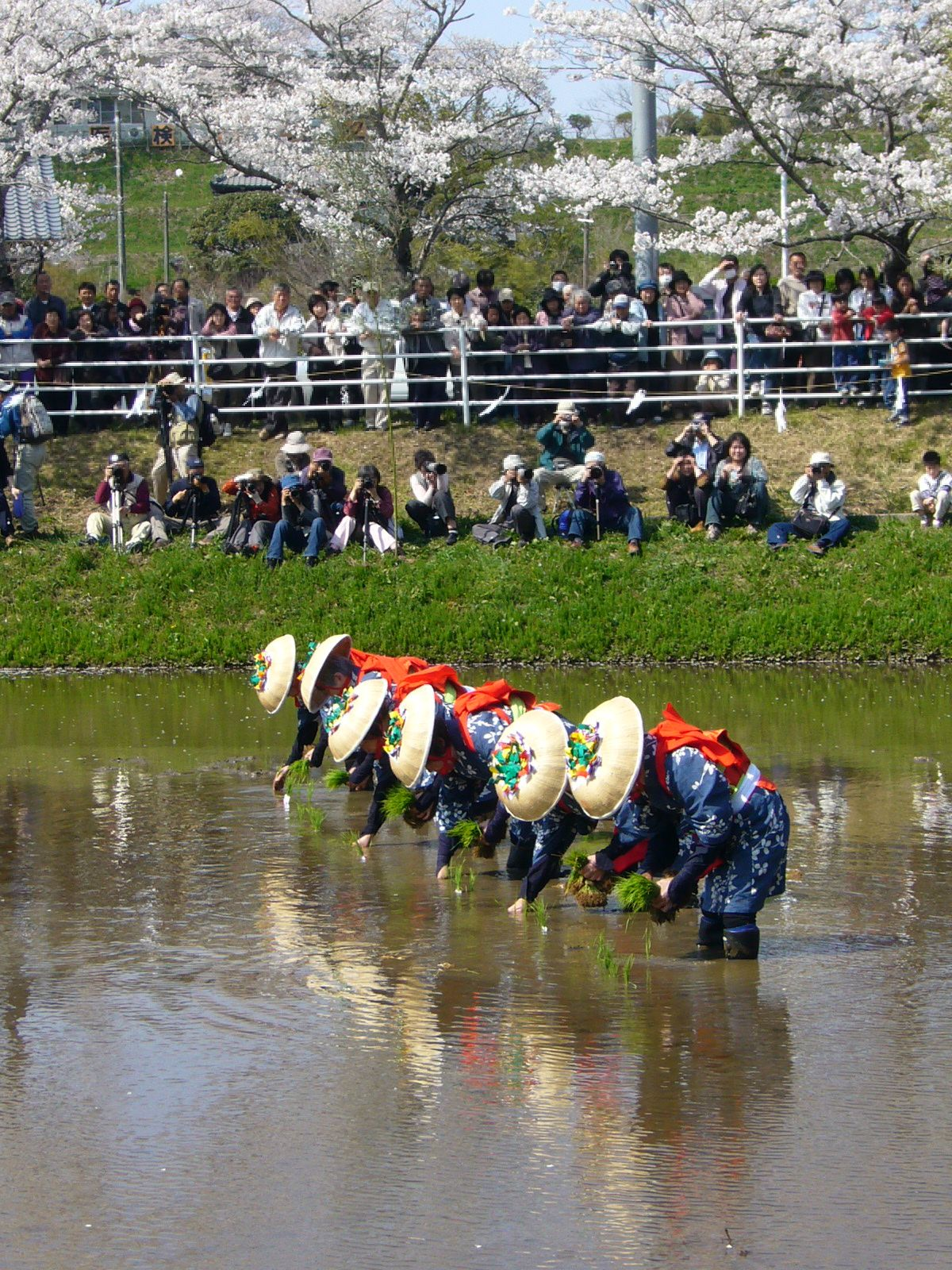
早乙女による田植（香取神宮御田植祭）

田植は農耕儀礼の最も重要な段階であった。この行為がかつて祭の儀礼をなしていたことは今に残る大田植の形態にみとめられる。大田植は、字義通りには大規模な田植ということだが、最も多く植える日、田植盛りの日、最も大きな田の田植日、田植終いの日など、さまざまな意味で用いられる。中国地方の山間部では、旧家の由緒ある田に美しく着飾った牛を入れて代かきをし、ささら・笛・太鼓・鉦などの囃に合わせて田植歌をうたいながら早乙女たちが田植をすることを大田植と呼んでいる。同様の行事を花田植と呼ぶ地方もある。

#### 早乙女
田植の日に苗を田に植える女性のことを早乙女と呼んでいる。ハレの役であり、神に奉仕する神役でもあって、これに加わらないのは、かつて娘の恥とさえ考えられていた。この日はハレ着（紺の単衣に赤い襷、白い手ぬぐい、新しい菅笠）を着用した。田植衣装のこうした華々しさは、田植が重要なハレの行事であったことを物語っている。
穀物には「神霊」が宿るといわれ、稲の苗を田に植えることは、田の神に豊かな実りを祈る神事の意味を持っていた。その穀物の神霊を「さ」ということから、田植えをする時期を「さつき」（皐月。旧暦5月）と呼び、「さなえ」（早苗）を田に植える女性を「さおとめ」（早乙女）と呼んだ。

#### 田植飯

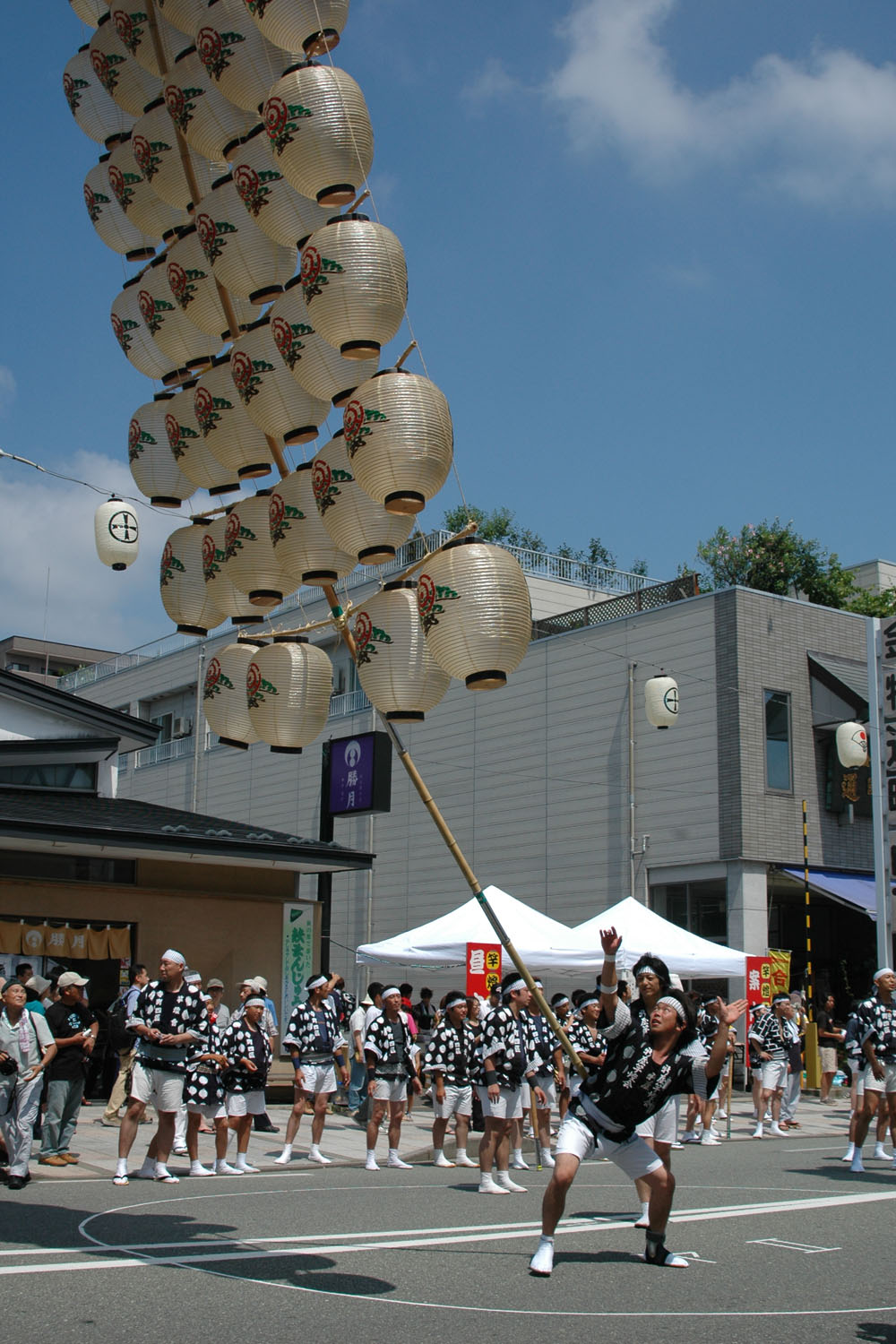
昼竿燈（秋田市）

田植の日に田で働く人々が食べる飯を田植飯と呼んでいる。これは、田の神と一緒に食べる神聖な食事で、その炊飯も年神に供えた割木を束にした年木を燃料に使うとされている。田植飯を田に運ぶのは、着飾ったオナリと呼ばれる女性である。オナリの仕事は、かつては家早乙女や内早乙女と呼ばれた田主の家族の若い女性の役目であったが、早乙女が田植をする女性をさすようになって、両者が区別されるに至ったものと考えられる。

### 除災の行事
青森のねぶた流し（ねぶた）や秋田のねぶり流し（竿灯の旧名）はいずれも七夕行事に属すると考えられているが、元来は眠気払いの除災行事の性格を持っていた。それが星祭りや織姫伝承などと結びついたのである。七夕行事が各地で人形や燈篭などを流す行事をともなうのは、起源が祓（ハライ）にかかわることを示唆している。

### 収穫時の祭礼

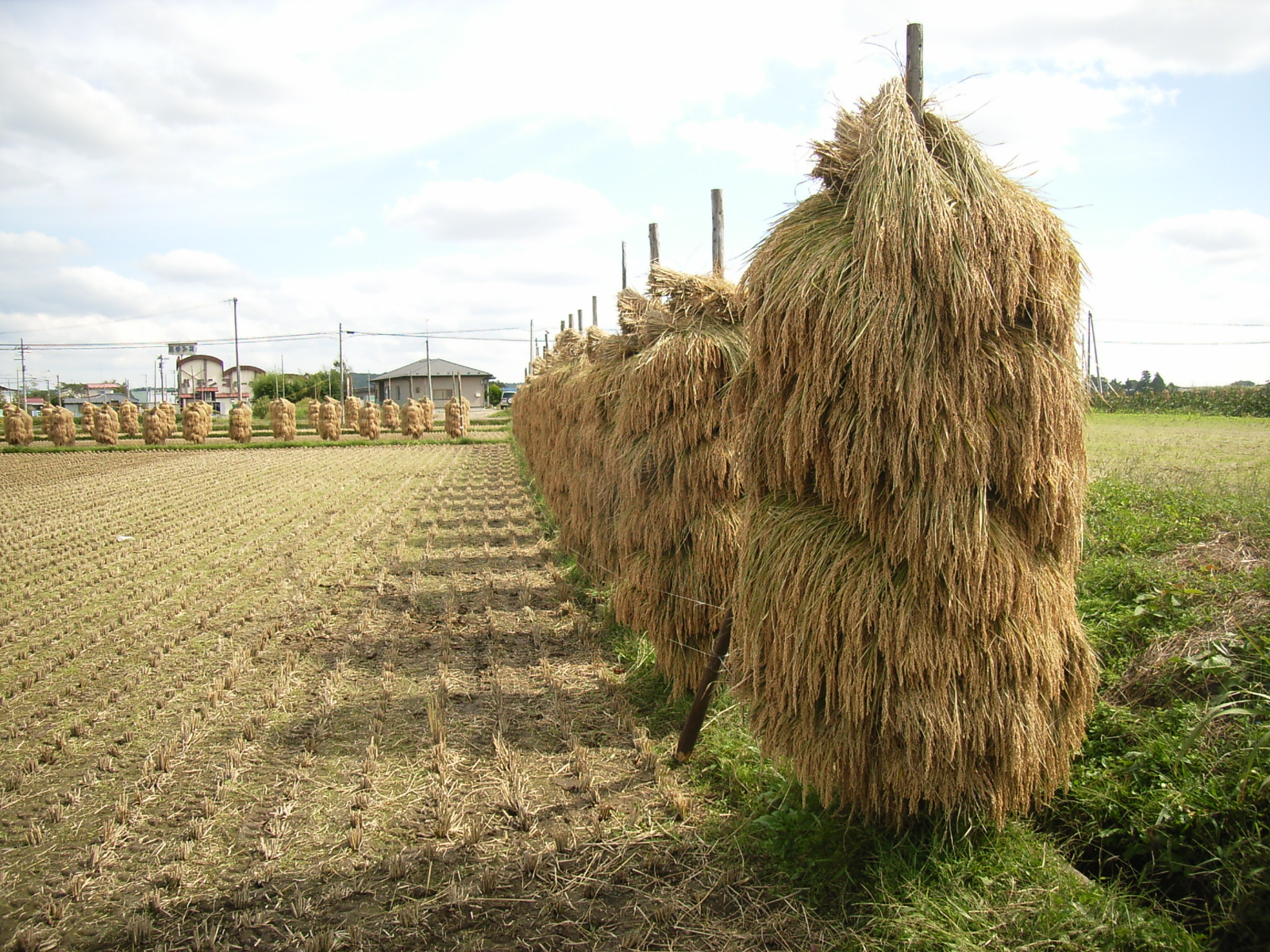
刈上げられた稲（宮城県栗原市）

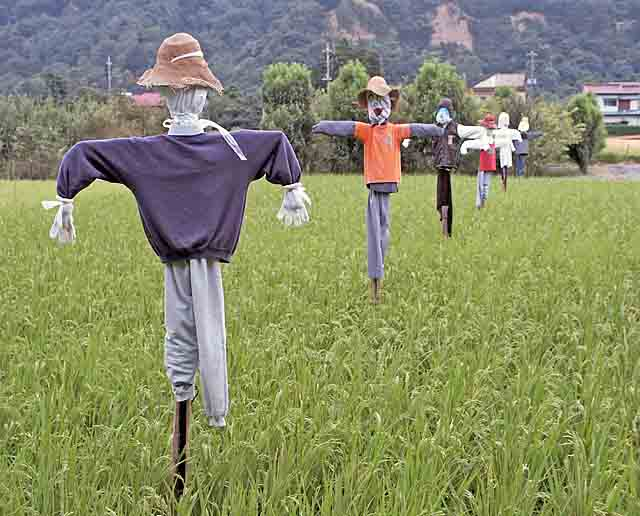
かかし

#### 穂掛け
穂掛けとは刈初めの行事で、刈入れに先だって少量の稲穂を田よりもってきて神前にかけ、新米の焼米を供えるもので、その年の最初の稲米を神に供える神事である。西日本では八朔の穂掛けと呼ぶことがあり、その場合は八朔の日（旧暦8月1日）を祭日としている。

#### 刈上げ
刈上げとは稲刈り終了後におこなわれる行事で、収穫祭の代表となっている。田の神が田を去るときにおこなうものとも考えられている。田の脇に刈穂のニホを積んで祭るのが古い形式であったという。この祭日は地方によって違いがみられ、東北地方では「三九日」（みくにち）、関東地方の北西部から甲信越地方にかけては「十日夜」（とおかんや）、西日本から千葉・茨城・埼玉の一部など太平洋沿岸にかけてでは「亥子」（いのこ）、九州では霜月祭などと呼ばれる。仕事に用いた鎌を洗って飾ったり、カリアゲモチというおはぎ（ぼた餅）を田の神に供えたりする。

##### 三九日
三九日とは、旧暦9月9日・19日・29日のこと。クニチ、オクンチ、ミクンチ、サンクニチなどの呼称もある。各地でさまざまな行事がみられるが、東北地方では9月29日までに稲を取り入れるとされる。また、9日の餅を食べた後、10月になってから神が出雲国に旅立たれると信じられていた。神無月の伝承とこれを結びつけたがゆえに混乱の生じた地域もあったが、旧10月中旬以降に神を田から送る祭は各地でおこなわれた。

##### 十日夜
関東西部から甲信越にかけての旧暦10月10日の刈上げの行事を十日夜（とおかんや）という。子どもたちが藁束で地面をついてまわったり、カリアゲモチを神棚にあげたりする。藁鉄砲で地面を打ちあるくのはモグラやムジナを防ぐ呪術と考えられる。長野県では、10月10日のカカシを田からもってきて庭先に立て、臼と桝をおいて餅を供えるかかしあげの行事がおこなわれる。その餅を焼く火はカカシの笠をこわして焚き付けとするところもあり、蛙が供え餅を背負ってカカシの昇天にお供するという伝承の残る地域がある。また、大根の年取りという行事をおこなうところもある。

##### 亥の子
亥の子とは旧暦10月の亥の日に行う刈上げ行事で、太平洋沿岸から西日本、南九州にまでみられる。子どもたちが石や藁ボチで地面をたたいてまわり、家々から餅をもらう風習がみられる。十日夜にもみられる風習だが、これは収穫を終えた土地を鎮める儀礼とも考えられている。

#### アエノコト、新嘗祭
奥能登に伝わるアエノコトは上述したとおり、田を守ってくれた田の神を家に迎えて、その年に収穫した品々を供えてまつるものであり、新嘗祭は神人共食の直会の行事である。

## 鹿児島県・宮崎県の田の神

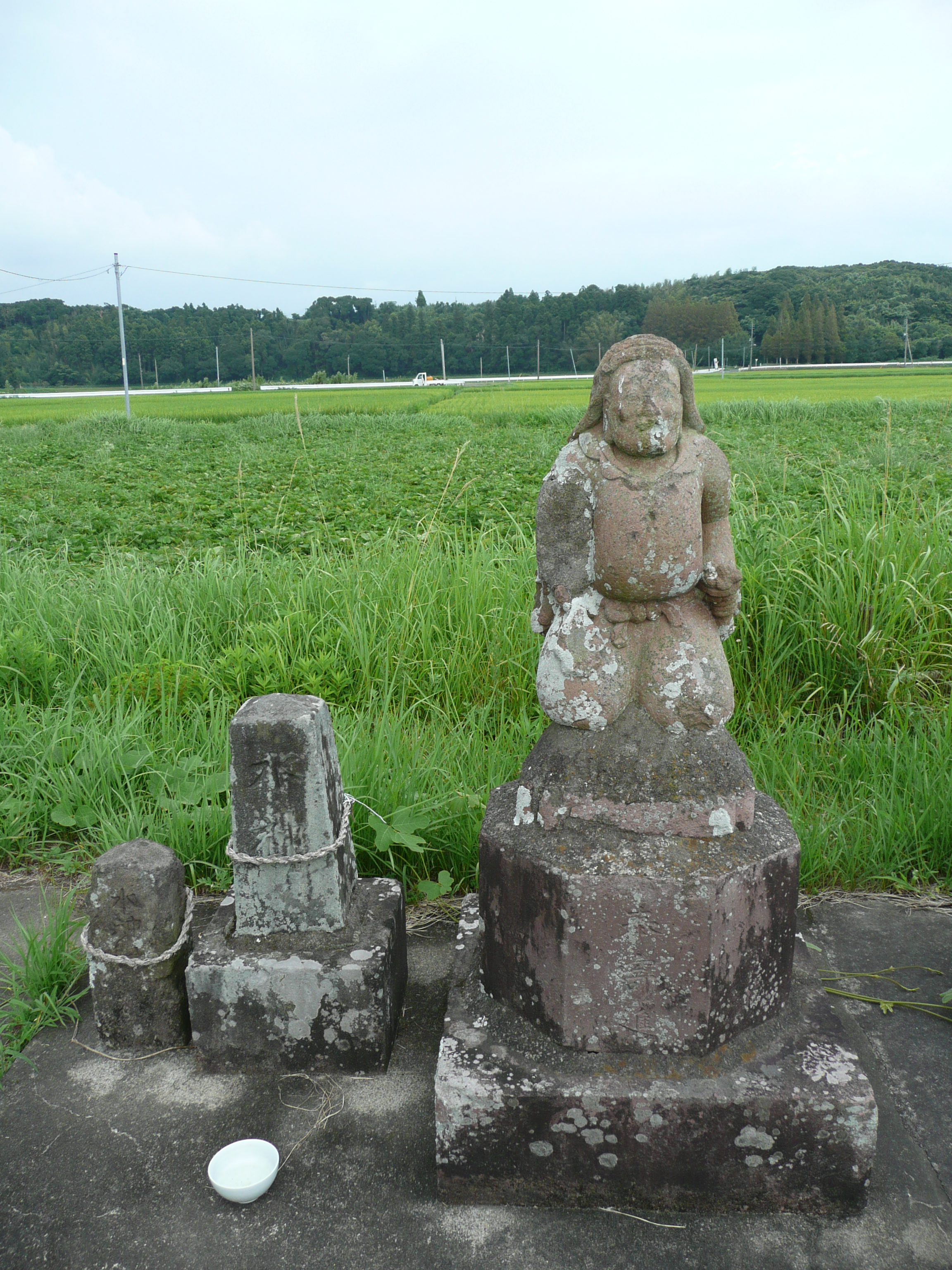
タノカンサァ（鹿児島県鹿屋市野里）

田の神の具体的な像は不明なことが多い。すでに述べた通り、水口にさした木の枝やそれを束ねたもの、花、石などが依代とされることが多く、常設の祠堂をもたないのが全国的な傾向である。しかし、そうしたなかにあって田の神の石像が九州地方南部の薩摩、大隅、日向の一部（都城周辺）に限って分布することは注目に値する。ここでは、集落ごとに杓子やすりこぎを持ったタノカンサァ（田の神さま）と称する石像を田の岸にまつる風習がみられる。鹿児島市西佐多浦町の民俗事例では「田の神オナオリ」といって、年1回春に、田の神に念入りに化粧が施されたうえ、戸外にかつぎ出して花見をさせ、宿うつりを行っている。この例をはじめ、南九州では旧暦2月と旧暦10月または11月のいずれも丑の日に（つまり春秋の2度にわたって）田の神講が広くおこなわれている。
タノカンサァの石像は18世紀初め頃よりつくられ始めたものとみられ、薩摩藩領にのみ石像が分布して他地域ではみられないことはこれを傍証するが、形態的には、
1. 仏像型 → 僧型 → 旅僧型
2. 神像型 → 神職型 → 田の神舞型（または神舞神職型）

の系統の異なる2流の展開がみとめられ、これについては、小野重朗による詳細な研究がある。
青山幹雄の『宮崎の田の神像』によれば、宮崎県の場合は、旧薩摩藩支配領域に元々分布していたが、明治時代以降人々の移動により、その分布がやや拡大し、たとえば宮崎市近郊にも広がったこと、古い習慣で「オットイタノカンサー」、すなわち、部落の若者が他の部落から石像を盗む習慣などが記載されている。これは、習慣であるから、また取り戻すのが普通で、実際に盗んだままということは少ない。また、秋の収穫時の祭りには品のない言い合いをして、日ごろのうっぷんを晴らしたり、それについては江戸時代では、武士などは見て見ぬふりをしたという。宮崎県には神官型が多く、鹿児島県には農民型が多い。側面から背面にかけて男根に類似する造形も多く、各地の道祖神や宮崎県小林の陰陽石などに見られる生殖器崇拝の影響も見られる。また、霧島噴火なども関係あるとしている。宮崎県に僧侶形が稀なのは、一向宗弾圧と関係あるのではないかと述べている
。宮崎市の生目小学校前にはコンクリート製の田の神が設置されている。
もとより、田の神講そのものは他地域でも広くみられ、「田神」「田ノ神」「田の神」の文字の彫られた石碑は南九州に限らず、全国の路傍などに広汎に分布している。
| 年号       | 鹿児島県 | 宮崎県 |
| ---------- | -------- | ------ |
| 宝永(1704) | 2        | 0      |
| 正徳(1711) | 2        | 0      |
| 享保(1716) | 20       | 11     |
| 元文(1736) | 12       | 4      |
| 寛保(1741) | 6        | 0      |
| 延享(1744) | 4        | 1      |
| 寛延(1748) | 11       | 1      |
| 宝暦(1751) | 15       | 7      |
| 明和(1764) | 14       | 0      |
| 安永(1772) | 29       | 3      |
| 合計       | 115      | 27     |

## 狐塚と稲荷信仰

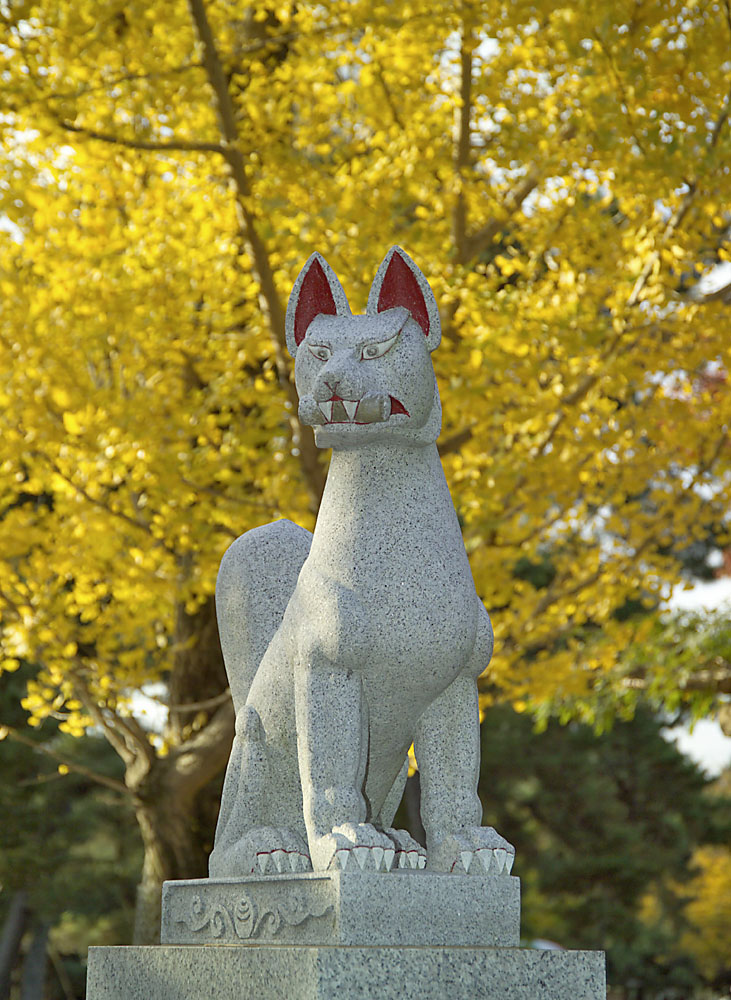
神使キツネ

南は九州地方から北は秋田県地方まで、全国に狐塚の地名は多いが、これは民間信仰において、狐が田の神の使い（ミサキ）だと考えられていたことに由来する。元は田の近くに塚（狐塚）を築いて祭場としたものが、のちに稲荷神を勧請して祠としたことが、稲荷信仰が全国的に広がる契機となったものと考えられている。
狐を田の神、もしくは田の神の使いとみる信仰は全国的なものだが、数ある動物のなかでなぜ狐が選ばれたのかについては、人獣交渉史の観点、生態学的観点などをふくめ考慮されるべきである。人間と狐の交渉は長い歳月のあいだに大きな変遷を遂げており、いたずら者、だます獣、狐火を発する妖しい動物といった口承の、さらに古層には、人間に好意を持ち、恩恵を与える存在としての狐の伝承もみられる。